# Église catholique en Lituanie
L'Église catholique en Lituanie (en lituanien : Katalikų bažnyčia Lietuvoje), désigne l'organisme institutionnel et sa communauté locale ayant pour religion le catholicisme en Lituanie.   
L'Église en Lituanie est organisée en deux provinces ecclésiastiques (Kaunas et Vilnius) qui ne sont pas soumises à une juridiction nationale au sein d'une Église nationale mais sont soumises à la juridiction universelle du pape, évêque de Rome, au sein de l'« Église universelle ».  
Les deux provinces répartissent sept diocèses (deux archidiocèses métropolitains et cinq diocèses), qui rassemblent toutes les paroisses de la Lituanie.  
En étroite communion avec le Saint-Siège, les évêques des diocèses en Lituanie sont membres d'une instance de concertation, la Conférence épiscopale lituanienne.  
Depuis 1940, la Lituanie n'a plus de religions d'État officielles, confirmé par l'article 43 de la Constitution de la Lituanie de 1992 qui stipule que « Il n'y a pas de religion d'État en Lituanie » et son article 26 précise que « La liberté d'une personne de professer une religion ne peut être restreinte que par la loi, et seulement lorsque ces restrictions sont nécessaires pour garantir la sécurité de la société, l'ordre public, la santé et la moralité d'une personne ainsi que les libertés et les droits fondamentaux d'autrui. », autorisant, ainsi l'Église catholique.  
L'Église catholique est la communauté religieuse majoritaire de la Lituanie.  

## Organisation
L'Église catholique romaine en Lituanie est divisée en 7 diocèses (dont 2 archidiocèses)  : 
- Province ecclésiastique de Kaunas
  - Archidiocèse de Kaunas
  - Diocèse de Šiauliai
  - Diocèse de Telšiai
  - Diocèse de Vilkaviškis
- Province ecclésiastique de Vilnius
  - Archidiocèse de Vilnius
  - Diocèse de Kaišiadorys
  - Diocèse de Panevėžys

## Statistiques
Dans une population de 2,8 millions d'habitants, la religion catholique compte le plus de membres en Lituanie avec 2,1 millions de fidèles (77,2%) contre 16,2 % de sans-religions, 4,1 % d'orthodoxes et 0,8 % de protestants.